# 瑞安·肖克洛斯
瑞安·詹姆斯·肖克洛斯（英語：Ryan James Shawcross，1987年10月4日—）是英格蘭已退役足球運動員，出身曼聯青訓系統，司職中堅。

## 生平

### 早年
梳爾哥斯在英格蘭柴郡接近威爾士邊界的郡治切斯特出生，父母均為威爾士裔。少年時曾代表夫林特夏男童隊（Flintshire Boys）比賽，而史必、奧雲及魯殊等亦曾在此踢球。

### 球會
梳爾哥斯出身曼聯青訓系統，在2005/06年球季獲提升加入預備隊，是這支初級三冠球隊的主力成員之一。2006年10月25日首次代表一隊在英格蘭聯賽盃第三圈作客克魯於加時後補上陣，最終以2-1獲勝晉級。
2007年1月梳爾哥斯被外借到比利时乙级联赛的皇家安特卫普協助爭取升級，梳爾哥斯成為球隊的常規正選，效力直到球隊於附加賽敗陣錯失升級機會才返回曼聯，期間上陣22場及射入3球。
2007年8月9日梳爾哥斯再次被外借，今次留在本土加盟英冠球會史篤城6個月，他在為球隊上陣首兩場比賽各射入一球，首球在聯賽揭幕戰作客卡迪夫城一箭定江山，協助球隊旗開得勝；另一球於英格蘭聯賽盃對罗奇代尔在開賽後僅4分鐘先開紀錄，但最終到加時仍踢成2-2平手，互射十二碼更以2-4落敗。梳爾哥斯繼續有優異的表現，在10月時更分別在對西布朗、及水晶宮取得入球，使他成為該月份「英冠每月最佳球員」。
史篤城原本希望續借梳爾哥斯到球季結束，但急不及待在2008年1月轉會窗重開時將梳爾哥斯正式收歸旗下，交易於1月18日落實，初步轉會費為100萬英鎊，將來按出場次數及史篤城的成績計算而可能加倍金額，簽約三年半。4月27日梳爾哥斯入選2008年PFA年度英冠最佳陣容，4月28日梳爾哥斯獲選為史篤城年度最佳青年球員，5月4日史篤城於主場0-0賽和莱斯特城後，確保聯賽亞席及自動升級英超。
2008年8月16日史篤城作客保頓，是梳爾哥斯及球隊在英超的處女賽，但表現糟透了，以1-3敗陣而回。賽後備受抨擊未達英超水平的梳爾哥斯被領隊東尼·佩利斯（Tony Pulis）貶到後備席，由新簽入的戴安尼菲爾取代其中堅位置，令到梳爾哥斯一度考慮離隊。梳爾哥斯一直等到10月19日主場對熱刺才再有機會後補上場，10月26日作客曼城重返正選陣容，但卻讓羅賓奴撕破防線而大演帽子戲法，以0-3大敗一場。11月1日主場2-1擊敗阿仙奴，梳爾哥斯接應戴納的「手榴彈」在敵方門前製造混亂，間接助攻入第二球，而其過份「硬朗」的踢法亦令雲加在賽後略有微言，但梳爾哥斯辯稱他無意傷害其他球員，只是公平競賽。11月15日首次重返奧脫福球場對曼聯，卻以0-5慘敗而回。2009年3月1日作客阿士東維拉，在落後0-2下梳爾哥斯推上前助攻，在88分鐘接應比亞堤傳球頂入個人英超的首個入球，最後史篤城更於完場前扳平取得寶貴的1分。一不離二，3月21日主場對護級對手米杜士堡，於84分鐘接應戴納的「手榴彈」在離門6碼頂入致勝一球，1-0戰果同時將史篤城帶離降級區域。
2010年2月28日在主场再次对阵阿仙奴，梳爾哥斯一个铲截导致对方中场球员拉姆塞断腳，但当天梳爾哥斯即被卡佩罗召入国家队。
2013年1月3日史篤城宣佈與梳爾哥斯簽五年半新合約，令其留隊至2018年夏季。

### 國家隊
2008年1月梳爾哥斯首次獲徵召加入英格蘭U-21出戰2009年歐洲U-21足球錦標賽預選賽對愛爾蘭U-21。在此之前他曾經代表威爾斯U-15對賽比利時及愛爾蘭。
2010年2月28日，梳爾哥斯首次獲徵召加入英格兰足球代表队出战对阵埃及的世界杯热身赛。

## 外部連結
- 足球数据库：瑞安·肖克洛斯的球员统计数据
- 史篤城官網：瑞安·肖克洛斯簡歷
- 曼聯官網：瑞安·肖克洛斯簡歷